# Villa del Balbianello

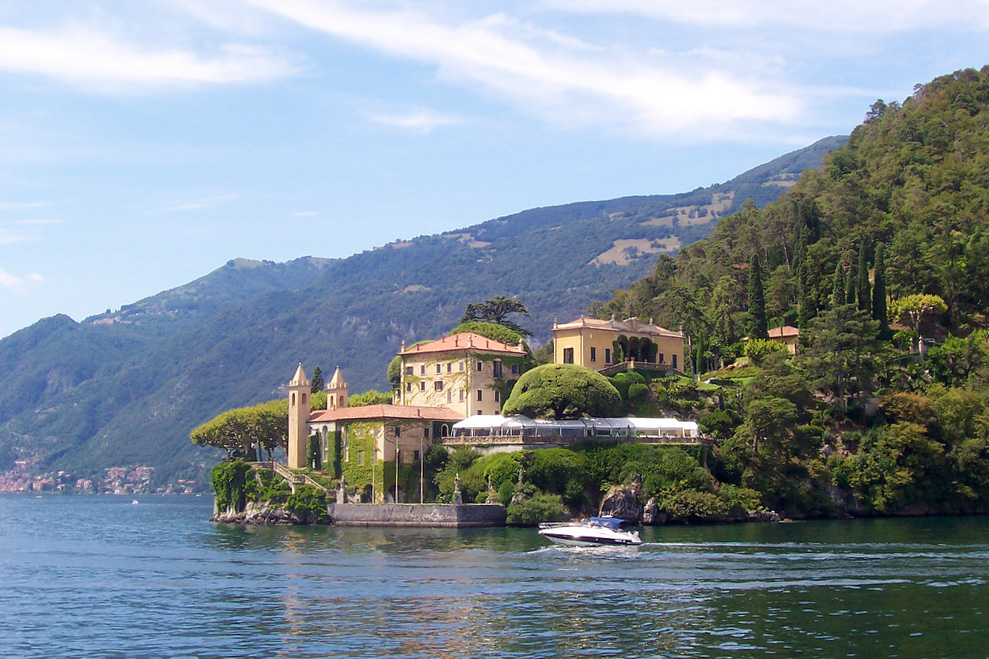
Die Villa del Balbianello

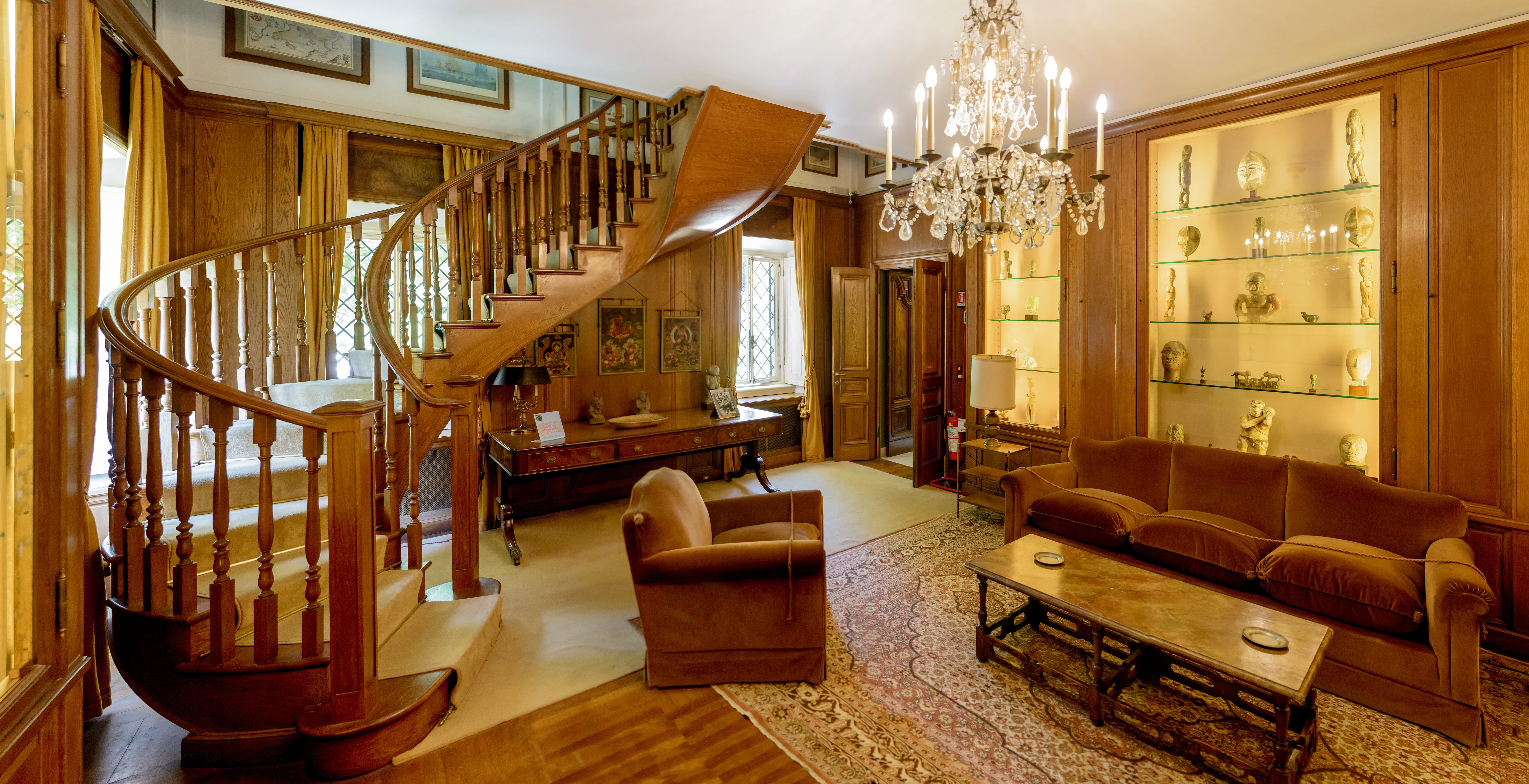
Ausstellungsraum im oberen Gebäudeteil

Die Villa del Balbianello ist auf der Spitze der Halbinsel Lavedo in Lenno am Comer See gelegen. Sie stammt aus dem Jahr 1787.

## Geschichte
Ursprünglich befand sich dort ein kleines Franziskanerkloster, von dem die beiden Kirchtürme noch stehen, bis Kardinal Angelo Durini im Jahr 1787 die Villa errichten ließ. Der Komplex ist in zwei übereinanderliegenden Quadraten strukturiert. Diese sind mit einem Laubengang, welcher die Sicht auf die Buchten Baia di Venere und Baia di Diana freigibt, verbunden. Der Garten besteht aus Terrassen und Brüstungen, in seiner Struktur der Topographie folgend; es finden sich dabei steile Felsen, die verschiedene Ebenen auf unterschiedlichen Höhen bilden. Dort wechseln sich Wiesen, Hecken, Zypressen und Eichen ab. Im gesamten Garten befinden sich Parkbänke, welche einen Blick auf die Villa oder auf den Comer See erlauben.
Nach dem Tod von Kardinal Angelo Durini wurde die Villa von seinem Neffen geerbt, der sie an Giuseppe Arconati Visconti veräußerte. Der dekorierte den Garten und den Laubengang um. Nach einer Zeit der Vernachlässigung wurde die Villa nach dem Ersten Weltkrieg vom amerikanischen General Butler Ames erworben, welcher den ganzen Komplex renovieren ließ. Nach seinem Tod wiederum wurde das Gebäude vom Grafen Guido Monzino erworben, der dort seine Sammlung aus seinen zahlreichen Polarforschungs-Expeditionen untergebracht hat; diese ist zu einer Ausstellung aufbereitet und kann besichtigt werden. Der Graf wollte an seinem Lieblingsort auch beerdigt werden und so wurde seine Asche 1988 nach seinem Tod unterhalb des Laubengangs in einem kleinen Pavillon unter einer Steinplatte in die Erde gelassen.
Monzino hat die Villa dem FAI, der italienischen Kultur- und Umweltschutzorganisation, vererbt, die seitdem Eigentümer der Villa ist und sie durch Spendengelder instand hält. Der Garten kann vom 15. März bis 31. Oktober an allen Tagen außer Montag und Mittwoch gegen Eintritt besichtigt werden. Die Einnahmen kommen der FAI zugute.
Bekannt geworden ist die Villa als Kulisse für die Filme Ein Sommer am See (1995) mit Vanessa Redgrave und Edward Fox, Star Wars: Episode II – Angriff der Klonkrieger und den James-Bond-Film Casino Royale. Der Film Ein Sommer am See wurde fast komplett in der Villa gedreht.